# Trichomanes malayanum
Trichomanes malayanum là một loài dương xỉ trong họ Hymenophyllaceae. Loài này được Roxb. mô tả khoa học đầu tiên năm 1844.
Danh pháp khoa học của loài này chưa được làm sáng tỏ. 